# All Us Boys
«All Us Boys» es una canción de la banda rock Toto, editada en 1979 de su álbum Hydra. La canción contó con un videoclip, además de otras tres canciones del disco.

## Información
La canción fue escrita por David Paich, y tuvo un éxito comercial; el sencillo se posiciona en el 49.º lugar en el Billboard Hot 100. El género musical de la canción es de Hard Rock, combinado con Arena Rock. La letra es como una especie de himno a la diversión.

## Videoclip
En el vídeo se muestra a niños que tratan de imitar a los miembros de la banda; hacia el final del video, los niños comienzan a jugar al fútbol.

## Lista de canciones
1. All Us Boys (3:54)
2. White Sister (5:39)

- Datos: Q3612201